# Олсен (острів)
О́лсен (англ. Olsen Island) — один із островів у складі островів Паррі з групи островів Королеви Єлизавети Канадського Арктичного архіпелагу, що у водах Північного Льодовитого океану. Адміністративно належить до території Нунавут Канади.

## Географія
Острів розташований у затоці Гус-Фьорд на півдні острова Елсмір. Має компактну овальну форму. Довжина острова становить 1,5 км, при ширині майже в 1 км. Острів височинний, вкритий льодовиком.